# 默尔施巴赫
默尔施巴赫是德国莱茵兰-普法尔茨州的一个市镇。总面积5.82平方公里，总人口324人，其中男性168人，女性156人（2011年12月31日），人口密度56人/平方公里。